# Khatumo
Il Khatumo, in somalo: Khaatumo, in arabo ولاية خاتمة‎?; ufficialmente Stato somalo del Khatumo o Khaatumo in somalo: Maamul Goboleedka Khaatumo ee Soomaaliya è stato uno Stato autonomo autoproclamatosi all'interno della Somalia nel 2012. Il Khatumo è situato nella Somalia settentrionale ed occupa le regioni di Sanag e Sol ed anche Cayn (o Ayn), ossia la parte sudorientale della regione di Tug Dair considerata non ufficialmente regione autonoma. Tutti questi territori, indicati dalle loro iniziali con l'acronimo SSC, sono oggetto dalla fine degli anni novanta di una disputa territoriale tra Somaliland e Puntland ed in passato sono stati in tutto in parte rivendicati da altri Stati oggi non più esistenti, cioè Northland e Maakhir.
L'obiettivo del Khatumo è proprio quello di dare una amministrazione autonoma a questi territori contesi, senza tuttavia cercare l'indipendenza dal resto della Somalia.
La capitale è Taleh, già capitale del non riconosciuto Stato fondato a fine Ottocento dal movimento nazionalista ed anticolonialista dei dervisci guidato da Mohammed Abdullah Hassan.

## Storia
Il Khatumo nasce dal HBM-SSC (Hoggaanka Badbaadada iyo Mideynta SSC), gruppo locale il cui obiettivo è quello di riunire i territori contesi tra Puntland e Somaliland in un'unica entità amministrativa autonoma ma non indipendente dalla Somalia.
I progetti di creazione del Khatumo risalgono al 2007, quando si tennero i primi incontri tra politici, notabili ed anche semplici residenti dei territori interessati. Il HBM-SSC e successivamente il Khatumo nascono in risposta all'occupazione dei territori del SSC da parte del Somaliland, di cui i Reer-Darwiish non riconoscono l'indipendenza e non condividono affatto la volontà di staccarsi dal resto della Somalia. Infatti proprio nel 2007 il Somaliland, nell'ambito della disputa territoriale con il Puntland, aveva attaccato Las Anod e preso con la forza il controllo delle regioni oggetto di controversia, che dal 2003 erano amministrate dal Puntland.
Il Khatumo nasce, così come gli ex Stati di Northland e Maakhir, dall'iniziativa dei Dulbahante, sottoclan dei Darod che rappresenta etnicamente buona parte della popolazione ed è il principale sostegno popolare al nuovo Stato.
Il presidente Abdinuur Elmi Qaaji ha annunciato che il Khatumo ha ricevuto ufficialmente il sostegno del Governo Federale di Transizione ad opera del presidente Sheikh Sharif Sheikh Ahmed, ed ha anche inviato propri uomini per aiutare il governo nella stesura della nuova costituzione e nella formazione della nuova Repubblica Federale Somala.
Nel garantire il formale riconoscimento da parte del governo centrale è stato molto importante l'intervento di Ali Khalif Galaid, primo ministro della Somalia tra il 2000 ed il 2001 nel Governo Nazionale di Transizione. Galaid è membro dei Dulbahante e, benché non ricopra nessun incarico ufficiale nella nuova amministrazione, ha giocato un ruolo fondamentale nella creazione del Khatumo, partecipando agli incontri preparatori per la sua formazione, e ha sempre sostenuto vivamente il nuovo Stato.
Sempre a detta del presidente il Khatumo avrebbe il supporto, anche se per ora solo promesso, degli Stati Uniti d'America.

## Amministrazione
Il Khatumo ha una struttura amministrativa molto peculiare e decisamente diversa anche da quella degli altri Stati somali. Lo Stato ha infatti 3 presidenti il cui mandato è di 18 mesi e che esercitano il proprio incarico a rotazione per 6 mesi. Terminati i 18 mesi sarà costituito il Parlamento e si terranno le elezioni. Nella struttura politico-istituzionale del Khatumo sono inoltre previsti 4 Consigli.

### Presidenti
- Ahmed Elmi Osman - ex Ministro dell'Aviazione del Puntland
- Mohamed Yusuf Jama
- Abdinuur Elmi Qaaji - ex Ministro dello Sport del Puntland

### Consigli
- Supremo Consiglio dei Leader Tradizionali
- Consiglio Esecutivo (G10 o Gruppo dei 10)
- Consiglio Presidenziali (con i 3 presidenti ed i ministri)
- Parlamento